# NK Viktorija Lacići
NK Viktorija je nogometni klub iz Lacića u općini Magadenovac, a nedaleko Donjeg Miholjca u Osječko-baranjskoj županiji.
NK Viktorija je član Nogometnog središta D. Miholjac te Županijskog nogometnog saveza Osječko-baranjske županije. Klub je osnovan 1934.
Trenutačno se natječe samo ekipa seniora u sklopu 2. ŽNL Osječko-baranjske Donji Miholjac.

## Uspjesi kluba
- 2016./17. – prvaci 3. ŽNL Osječko-baranjske NS Donji Miholjac

## Vanjske poveznice
- Službena stranica Općine Magadenovac